# Cantharellus (dier)
Cantharellus is een geslacht van neteldieren uit de klasse van de Anthozoa (bloemdieren).

## Soorten
- Cantharellus doederleini (von Marenzeller, 1907)
- Cantharellus jebbi Hoeksema, 1993
- Cantharellus noumeae Hoeksema & Best, 1984